# D'amour et de sang
Pour plus de détails, voir Fiche technique et Distribution.
D'amour et de sang (Fatto di sangue fra due uomini per causa di una vedova. Si sospettano moventi politici) est un  film italien réalisé par Lina Wertmüller, sorti en 1978.

## Fiche technique
Sauf indication contraire, les informations mentionnées dans cette section peuvent être confirmées par la base de données cinématographiques IMDb,  présente dans la section « Liens externes ».
- Titre original : Fatto di sangue fra due uomini per causa di una vedova. Si sospettano moventi politici
- Titre français : D'amour et de sang ou Vendetta d'amour et de sang ou Le Cœur et l'esprit[1]
- Réalisation : Lina Wertmüller
- Scénario : Lina Wertmüller
- Photographie : Tonino Delli Colli
- Pays d'origine :  Italie
- Format : Couleurs - 1,85:1 - Mono
- Genre : thriller
- Date de sortie : 
  - Italie : 21 décembre 1978
  - France : 19 novembre 1980[1]
- Affiches : Macario Gómez Quibus (Espagne), René Ferracci (France)

## Distribution
- Sophia Loren (VF : Evelyn Séléna) : Titina Paterno
- Marcello Mastroianni : Rosario Maria Spallone
- Giancarlo Giannini : Nicola Sanmichele
- Turi Ferro : Vito Acicatena
- Isa Danieli